# Lauriers olympiques
Les Lauriers olympiques sont une distinction décernée par le Comité international olympique (CIO) pour honorer ceux qui ont « accompli une contribution remarquable à la vision, à l'idéal ou aux valeurs de l'Olympisme, dans les domaines de l'éducation, de la culture, du développement et de la paix par le sport ».

## Historique
Cette distinction a été officiellement introduit en 2016 pour mettre en œuvre une recommandation de l'Agenda olympique 2020 (ensemble d’évolutions proposées par Thomas Bach). Il est prévu que ces Lauriers olympiques soient, à partir de 2016, remis lors de la cérémonie d'ouverture de chaque nouvelle édition des Jeux olympiques,. Le trophée représente une couronne de lauriers en or, insérée dans une pierre. Symboliquement, la pierre utilisée pour ce trophée provient du site d'Olympie, où se déroulait les Jeux olympiques dans l’Antiquité ; l’or est certifié Fairmined,.

## Lauréats
| Année | Nom            | Jeux                                                      | Lieu                      |
| ----- | -------------- | --------------------------------------------------------- | ------------------------- |
| 2016  | Kipchoge Keino | Cérémonie d'ouverture des Jeux olympiques d'été de 2016   | Rio de Janeiro, Brésil    |
| 2018  | Jacques Rogge  | Cérémonie d'ouverture des Jeux olympiques d'hiver de 2018 | PyeongChang, Corée du Sud |
| 2021  | Muhammad Yunus | Cérémonie d'ouverture des Jeux olympiques d'été de 2020   | Tokyo, Japon              |
| 2024  | Filippo Grandi | Cérémonie d'ouverture des Jeux olympiques d'été de 2024   | Paris, France             |